# آبشار وست کلیف
آبشار وست کلیف (به انگلیسی: Westcliffe Falls) آبشاری است که در همیلتون (انتاریو)، کانادا واقع شده و ارتفاع کلی ریزشگاه آن ۱۵ متر (۴۹ فوت) است.